# Granila
Granila este un gen de fluturi din familia Hesperiidae. Este monotipic și conține o singură specie, Granila paseas (Hewitson, 1857).

## Referințw
- Natural History Museum Lepidoptera genus database